# John Lawton (cantante)
John Lawton (Halifax, Reino Unido, 11 de julio de 1946-29 de junio de 2021) fue un cantante de rock de origen inglés, conocido principalmente por su trabajo en bandas como Lucifer's Friend y Uriah Heep. Llegó a interpretar estilos musicales tan variados y diversos como el soul, el góspel hasta el heavy metal.

## Carrera

### Inicios
John Lawton comenzó su carrera en su Inglaterra natal, cantando a principios de la década de 1960 para grupos como The Deans y Stonewall en su adolescencia, tiempo después John decidió radicarse en Hamburgo, Alemania, en 1969, tras una gira junto a Stonewall por el país teutón.

### Lucifer's Friend
En Alemania, Lawton fue invitado a formar parte de un grupo conocido como Asterix en 1968, compuesto por el guitarrista Peter Hesslein, el bajista Dieter Horns, el baterista Joachim Rietenbach y el teclista Peter Hecht. En 1970 lanzaron un disco homónimo y acto seguido decidieron cambiar su nombre a Lucifer's Friend, lanzando en ese mismo año su debut, a partir de entonces Lawton permaneció en la banda como vocalista hasta 1976, grabando los álbumes Where the Groupies Killed the Blues (1972), I'm Just a Rock 'n' Roll Singer (1973), Banquet (1974) y Mind Exploding (1976). Del mismo modo, durante sus años en Alemania, fue miembro del conjunto Les Humphries Singers, llegando a colaborar en múltiples sencillos como corista y participando en el Festival de la Canción de Eurovisión 1976 de manera paralela a su participación en Lucifer's Friend.

### Uriah Heep
Luego de su partida de Lucifer's Friend en 1976, John recibió una llamada de Ken Hensley, una de las mentes maestras de Uriah Heep, quien por recomendación del bajista de Deep Purple, Roger Glover, lo llamó para invitarlo a formar parte de la banda como reemplazo de David Byron, el cual había partido recientemente de la banda. Lawton, quien por entonces no estaba familiarizado con la agrupación, aceptó de igual forma la propuesta de unirse a ellos, no sin antes haber comprado el álbum recopilatorio The Best of Uriah Heep (1976) para poder ponerse en contexto con el estilo del conjunto británico.
Con Uriah Heep se desempeñó como frontman por un periodo de tres años, grabando los álbumes Firefly e Innocent Victim en 1977 y Fallen Angel en 1978. Con él también llegó el bajista Trevor Bolder, ex-músico de David Bowie y quien permanecería en la banda hasta su fallecimiento en 2013. Luego de haber grabado sus respectivos álbumes con Uriah Heep, ciertas tensiones comenzaron a aparecer en la banda, especialmente con el teclista y principal letrista Ken Hensley, con quien difería por temas como la dirección musical que debía seguir la banda, entre otros asuntos más. John finalmente se retiró del grupo en buenos términos a finales de 1979, sin embargo, los conflictos que tuvo con Ken no se limitaron exclusivamente a ellos dos, pues el teclista y compositor se retiraría también de la banda al año siguiente por los mismos motivos.

### Carrera en solitario yMean Machine
John inició una breve carrera en solitario con el LP Heartbeat en 1980 con la colaboración de sus excompañeros de Lucifer's Friend bajo un estilo de hard rock enfocado al pop. John decidió volver oficialmente a Lucifer's Friend y en compañía de sus amigos lanzaron el álbum Mean Machine en 1981, el cual significó un regreso a las raíces en el heavy metal del que 11 años atrás ya habían incursionado, pero esta vez orientado a un estilo más veloz y menos marcado por el sonido de los 70. Después de ello el grupo se separó en 1982 y John permaneció mayormente inactivo a lo largo de esa década, participando especialmente para comerciales de Colgate, Harley Davidson y uniéndose al grupo de hard rock alemán Rebel, con quienes grabó un disco en 1982 llamado Stargazer. Originalmente se involucró con ellos como productor, pero al no contar con un cantante le ofrecieron el puesto a él, tras lo cual aceptó.

### Zar y Lucifer's Friend II
Gracias a Rebel, John mantuvo modestamente activa su carrera musical, pero debido a que la banda no estaba alcanzando el éxito esperado decidieron cambiar su nombre a Zar en 1988 a la vez que decidieron adentrarse en el heavy metal iniciando con un estilo melódico plasmado en el álbum Live Your Life Forever (1990), pero debido a que la agrupación tenía en mente seguir endureciendo aun más su sonido variando entre el heavy y el power metal, John decidió retirarse al no sentirse cómodo con la dirección que estaban tomando y porque estaba más a gusto trabajando en el estudio que haciendo giras, siendo reemplazado por Thomas Bloch y colaborando por última vez con ellos para la pista Eagles Flight del álbum From Welcome... to Goodbye (1993).
En 1994 John se reunió con su excompañero de Lucifer's Friend, el guitarrista Peter Hesslein, y grabaron el disco Sumo Grip bajo el nombre de Lucifer's Friend II, pues la formación no contó con la participación de ninguno de los demás miembros clásicos de la agrupación original. Luego de su publicación John y Peter se separaron y en 1995 regresó brevemente a Uriah Heep para sustituir por dos semanas al cantante Bernie Shaw, pues este último se encontraba recuperándose de problemas de garganta durante una gira por Sudáfrica y Austria junto a Deep Purple.
Paralelamente a la reunión con Peter Hesslein, John formó el grupo de blues rock GunHill en 1994, con quienes lanzó dos materiales llamados One Over The Eight (1995) y Nightheat (1997), ambos con una formación casi completamente diferente. Después de ello GunHill pasó a llamarse John Lawton Band (JLB).

### Carrera como solista y personalidad de TV en Bulgaria
A lo largo de los 2000 John se embarcó en múltiples proyectos y colaboraciones musicales.
En el 2000 luego de reconciliarse y dejar a un lado sus diferencias, se unió a un proyecto musical con su excompañero de Uriah Heep, Ken Hensley, llamado The Hensley Lawton Band, quienes realizaron un álbum en vivo llamado The Return, el cual fue publicado al año siguiente luego de 21 años desde su última aparición juntos sobre el escenario, contando para el proyecto con el bajista original de Uriah Heep, Paul Newton, y dos miembros de JLB: el guitarrista Reuben Kane y el baterista Justin Shefford.
Otros álbumes que publicó a principios del nuevo milenio como solista o colaborador fueron Steppin' It Up (2002), Still Payin' My Dues... y Sting in the Tale (2003) y Mamonama (2008), este último perteneciendo a un proyecto llamado On The Rocks (OTR) en colaboración con el guitarrista holandés Jan Dumée y el cual contó con la participación de profesionales brasileños para completar la alineación.
En 2008 trabajó para la televisión de Bulgaria como animador y presentador de su propio programa: "John Lawton Presents", cuyo contenido estaba orientado en presentar lugares históricos, ciudades, paisajes y tradiciones de dicho país, a la vez que entrevistaba a los alcaldes y sus ciudadanos. En el año 2010 actuó en la película búlgara Love.net, en la cual también hace un cameo el guitarrista y líder de Uriah Heep, Mick Box. 

### Años recientes
Como parte de la iniciativa de la expansión de la cultura del rock en la ciudad de Kavarna, Bulgaria por el alcalde Tsonko Tsonev, existen edificios decorados con murales de artistas del género musical como David Coverdale, Alice Cooper, Ronnie James Dio, Lemmy Kilmister, etc., incluido también uno suyo. En 2012 lanzó el disco The Power of Mind, junto a la banda de rock búlgara Diana Express, en 2013 se unió una vez más a Uriah Heep sustituyendo otra vez a Bernie Shaw, quien se encontraba recuperándose de un procedimiento médico y en octubre de ese mismo año grabó el disco My Kind of Lovin' para Intelligent Music Project, contando con la participación del renombrado baterista Simon Phillips y el vocalista Joseph Williams, ambos provenientes de la famosa agrupación Toto.

### La redención final de Lucifer's Friend
En agosto de 2014 John anunció en su página web la reunión de Lucifer's Friend con su alineación clásica exceptuando la participación del baterista Joachim Rietembach (fallecido en 1974) y el teclista Peter Hecht quien declinó la oferta de volver, siendo reemplazados por Stephan Eggert y Jogi Wichmann respectivamente. Como parte de su regreso la banda preparó una gira para el 2015 incluyendo una presentación en el mítico Sweden Rock Festival para el mes de junio, después de casi 40 años desde su última presentación juntos, y para acompañar aun más las buenas noticias anunciaron también el lanzamiento de un nuevo disco recopilatorio llamado Awakening, compuesto por varios clásicos de la banda pero incluyendo además cuatro temas completamente nuevos.
Con Lucifer's Friend John continuó siendo muy proactivo en la música los años venideros, participando en varios eventos de rock y metal incluyendo una gira por Japón en 2016, donde la banda alemana acompañó a sus amigos de Uriah Heep como acto de apertura durante varias fechas. John incluso fue invitado a compartir el escenario junto a Bernie Shaw, realizando duetos en algunas canciones de antaño de los Heep y donde todos aprovecharon para revivir viejos tiempos en dicha gira, de la cual se publicaron dos discos en vivo, uno en Kawasaki y otro en Osaka.
Finalmente y tras muchos años, John junto a Lucifer's Friend por fin pudieron publicar dos álbumes de estudio completamente nuevos que fueron: Too Late to Hate en 2016 y Black Moon en 2019, ambos discos siendo menos eclécticos e impredecibles que sus trabajos anteriores pero mucho más sólidos en los dos géneros que mejor los consolidaron, el rock progresivo y el heavy metal.
Tras el lanzamiento de su último trabajo la banda decidió darse un descanso de las giras pero anunciaron que ya estaban trabajando en un nuevo material de estudio, el cual vería la luz en 2020 con la participación de un nuevo baterista llamado Markus Fellenberg. La pandemia del covid-19 a inicios del 2020 obligó a suspender la actividad de la veterana banda, y  el 19 de diciembre de ese mismo año el virus cobró la vida del bajista Dieter Horns, el cual había permanecido varios días en el hospital en cuidados intensivos.

### Muerte
De manera completamente repentina e inesperada John Lawton falleció el 29 de junio de 2021 a los 74 años de edad a causa de un aneurisma. La noticia fue compartida el 5 de julio de ese año por su página web oficial.

## Discografía

### Con Lucifer's Friend
- 1970: Asterix (como Asterix)
- 1970: Lucifer's Friend
- 1972: Where the Groupies Killed the Blues
- 1973: I'm Just a Rock 'n' Roll Singer
- 1974: Banquet
- 1976: Mind Exploding
- 1981: Mean Machine
- 1994: Sumo Grip (como Lucifer's Friend II)
- 2015: Awakening (recopilación)
- 2016: Too Late to Hate
- 2019:  Black Moon

### Con Uriah Heep
- 1977: Firefly
- 1977: Innocent Victim
- 1978: Fallen Angel

### Con Zar
- 1982: Stargazer (como Rebel)
- 1990: Live Your Life Forever

### Como solista, proyecto en conjunto o invitado
- 1974: The Butterfly Ball And The Grasshopper's Feast (Roger Glover and Guests, invitado en el tema Little Chalk Blue)
- 1980: Heartbeat (John Lawton)
- 1993: From Welcome... To Goodbye (Zar, invitado en el tema Eagles Flight)
- 1995: Wizard's Convention II (Eddie Hardin, invitado en los temas 5 y 6)
- 1995: One Over The Eight (GunHill)
- 1997: Nightheat (GunHill)
- 2001: The Return (The Hensley Lawton Band)
- 2002: Steppin' It Up (John Lawton & Steve Dunning)
- 2003: Still Payin' My Dues... (John Lawton)
- 2003: Sting in the Tale (John Lawton Band)
- 2008: Mamonama (On The Rocks)
- 2012: The Power of Mind (John Lawton & Diana Express, también lanzado como Intelligent Music Project)
- 2014: II - My Kind O' Lovin' (Intelligent Music Project, invitado en los temas 1, 3, 5, 7, 8, 9, 10, 12 y 13)
- 2015: Magic Moments (25th Anniversary Special Show) (Axel Rudi Pell, invitado en los temas 19, 20 y 24)[10][9]